# 荷西·費南德茲 (投手)
荷西·費南德茲（西班牙語：José D. Fernández，1992年7月31日—2016年9月25日），是一位古巴裔美国籍的职业棒球员，曾效力於美國職棒大聯盟邁阿密馬林魚隊，守备位置为投手，右投右打，為2013年國家聯盟新人王並二度入選明星賽（2013、2016年）。
2016年9月25日，费尔南德斯在发生于迈阿密海滩因自身酒駕超速造成的船难事故中遇难，得年24岁。驗屍報告也指出，在他體內還驗出了非法毒品古柯鹼。
2016年9月26日，雖然當時的馬林魚球團老闆傑佛瑞·羅瑞亞宣布將其16號球衣永久退休。但是，直至目前為止 16 號球衣仍然尚未正式退休。

## 早期生涯
費南德茲出生於古巴聖克拉拉 。自2005年起，费尔南德斯3次尝试偷渡，均以失败告终。2008年，费尔南德斯与母亲和妹妹一同乘坐偷渡艇试图第四次偷渡。途中母亲不慎跌入海水中，费尔南德斯跳入海中并将母亲救起。最终一家人顺利逃亡至美国，并定居在佛罗里达州坦帕市。
定居美国后，费尔南德斯进入佛罗里达州的布拉乌里奥·阿隆索高中，并以该校棒球队队员身份参加高中棒球比赛，期间，费尔南德斯曾有三次无安打比赛的记录。

## 職業生涯

### 选秀和小联盟时期

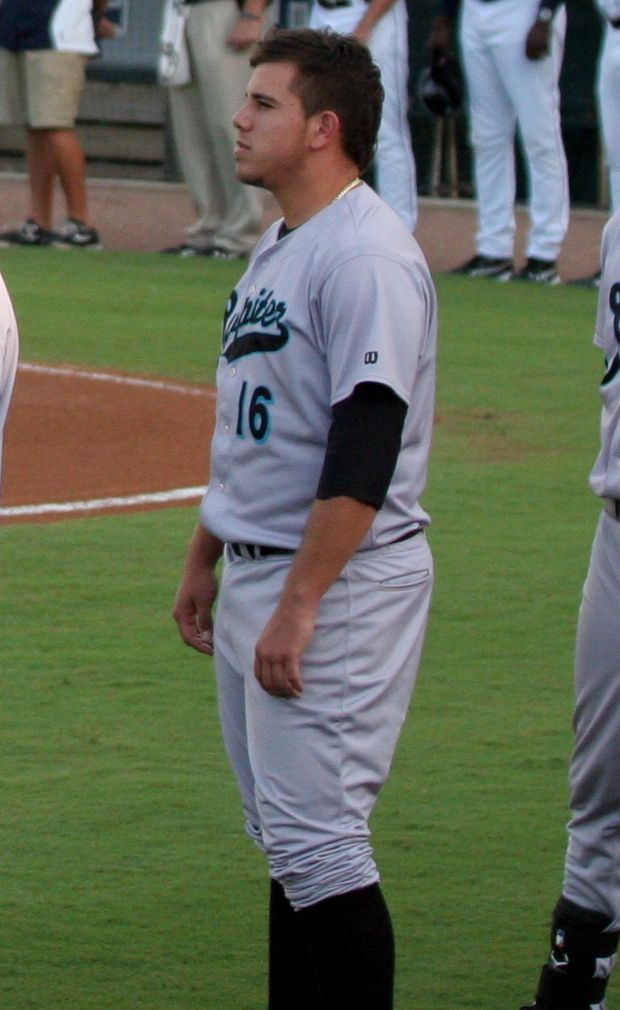
2012年費南德茲在小聯盟的隊伍

在2011年的MLB选秀中，19岁的费尔南德斯在第一轮第14顺位被佛罗里达马林鱼队（现迈阿密马林鱼）选中，由此开始了职业生涯。之后，费尔南德斯进入了马林鱼队伞下的詹姆斯敦扰乱者队（短期1A/纽约-宾夕法尼亚联盟）。
2012年，费尔南德斯被升入格林斯波罗蚱蜢队（1A/南大西洋联盟）。在此期间，费尔南德斯不仅被选中参加MLB明日之星赛，并且以14胜1败，防御率1.75和158次三振的优秀成绩成为了该季马林鱼伞下小联盟球队的最佳投手。

#### 2013賽季：年度最佳新秀
早在2013年以前，在最有潛力的新秀排名中，美國棒球雜誌就已經將費南德茲列為馬林魚隊中的第一名，同時也是全大聯盟第五。馬林魚邀請了費南德茲加入2013年的春訓，卻在賽季開始前將他下放至小聯盟。不過馬林魚最後在內森·艾爾瓦迪和亨德森·阿爾瓦雷斯受傷的情況下，還是把費南德茲選入開季25人名單。 而且，馬林魚隊的老闆傑佛瑞·羅瑞亞也希望在經過前一球季的球員大清倉後，把費南德茲升上來可以使他更得到球迷的信任。球團為了保護他，將他的投球局數限制在大約150局到170局之間。
而費南德茲在4月7日首度登上大聯盟先發，面對紐約大都會。 他投了5局，只被敲出3支安打失1分，而且送出8次三振，他成為繼1916年來第7位在大聯盟處女秀就送出至少8次三振，且年齡在21歲以下的球員。 5月27日是他的大聯盟第二次先發。對上光芒雖然吞下敗投，但是「鬼才」教練喬·梅登卻在推特上稱讚他說：「費南德茲是我見過最有潛力的年輕球員，以他現在的年紀，以後一定很有成就」。
7月6日，費南德茲被選為國聯明星隊的馬林魚隊代表球員，他在第6局登板表現完美，先三振了達斯汀·佩德羅亞，再讓米格爾·卡布瑞拉打成內野飛球出局，最後再三振克里斯·戴維斯，他成為繼德懷特·古登和鮑伯·費勒之後，第三位以不到21歲之齡便在明星賽面對前3位打者還送出2次三振的球員。
在7月28日面對匹茲堡海盜，費南德茲單場投出13次三振，球隊也以3比2拿下勝利。 之後在8月3日面對克里夫蘭印地安人，更投出了14K，他也成為繼2000年後，第6位連兩場出賽皆投出至少13次三振的球員。 其中更是創下馬林魚單場最多三振的隊史新紀錄，一舉奪得該年7月最佳新人球員的頭銜。到了8月，他持續著他的好手感，在39局的投球中，他投出49次三振，防禦率僅1.15，他再度拿下該年8月最佳新人球員的榮譽。
費南德茲的菜鳥球季可說是非常的驚奇，從1900年後計算任何一位不到21歲的菜鳥球員的球員綜合評價（WAP），他的數值高達4.2使他的排名還能排在前十名；而他的ERA+更達到了174 ，一樣排在歷史前十名，100年來只有4位球員可以達到此成就。 他的三振比率是國聯最高，平均9局就可投出9.81次三振。
9月11日，他在面對亞特蘭大勇士的投手麥克·麥納時，打出了他的生涯首轟，在通過本壘板時還和布萊恩·麥肯發生衝突。
在他的菜鳥球季結束後，費南德茲的多項投球數據皆排名在國聯前十名，其中包括：187次三振（第6名）、平均單場三振數975（第1名）、平均單場被擊出安打數5.759（第1名）、防禦率2.19（第2名）、ERA+176（第2名）和綜合評價6.3（第3名）
 。
費南德茲在這年拿下了年度最佳運動員獎和年度最佳棒球員獎，可惜角逐賽揚獎只得到第3名（第1和第2分別是克萊頓·克蕭和亞當·溫賴特）。

#### 2014賽季
費南德茲在他大聯盟第二個球季就擔任馬林魚隊的開幕戰投手，成為繼1986年的德懷特·古登之後，隊上最年輕的開幕戰先發投手。 他在此役先發中，投出了9次三振0保送，大聯盟歷史上只有鮑伯·吉布森、史提夫·卡爾頓、佛格森·簡金斯、華特·強森以及賽·揚等5人可以達成此項成就。但由於右手肘扭傷，他在5月12日進入了15天傷兵名單，經過核磁共振攝影後發現他的肘部尺側韌帶撕裂，因此他的球季也提前報銷。他在5月16日進行湯米·約翰手術。這一年他只先發8場，戰績4勝2敗，防禦率2.44以及投出70次三振。

#### 2015賽季
費南德茲在15天傷兵名單中開始他的2015年賽季，但在之後被移到60天傷兵名單以繼續從尺骨附屬韌帶重建術復原。馬林魚隊在6月15日宣布他將在7月2日賽季初登板。此次投球，費南德茲在6局中奪下6次三振，也打了一支全壘打，卻在8月因為右臂肱二頭肌拉傷而回到傷兵名單。 9月回到投手丘後，費南德茲在25日用他的主場17連勝改寫了大聯盟單一投手主場連勝紀錄。

#### 2016賽季

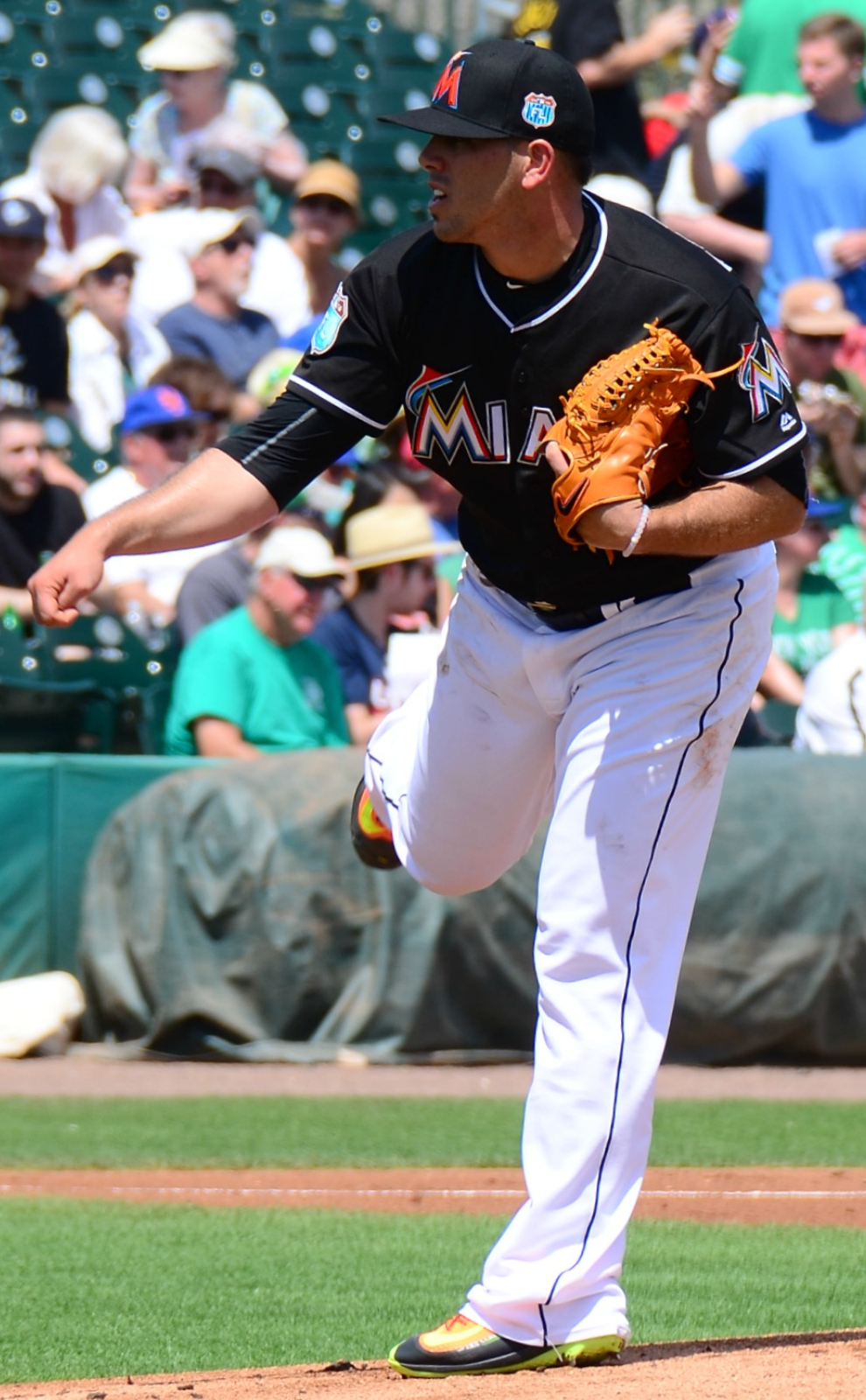
費南德茲在邁阿密馬林魚2016年的春訓比賽

為了幫助他從尺骨附屬韌帶重建術復原，2016年春訓期間費南德茲降低了速球的使用量，並且開始著重於次要球路。7月1日對上亞特蘭大勇士的比賽中，第12局作為代打上場，擊出一支超前兩分的二壘安打助球隊以7-5贏球。他成為馬林魚隊史上第二位打出致勝安打的投手，第一位則是1997年8月1日的丹尼斯·布萊恩·庫克。

## 投球風格
費南德茲的實戰球路以四縫線快速球、滑曲球、變速球等3種為主，偶爾也會加入稀少的伸卡球與慢速曲球。其中銳利的滑曲球占了全投球的約三分之一比例，為他最倚賴的變化球種。最快球速高達100.2mph(161km/h)，平均也能維持在95mph(153km/h)左右於先發投手中的一流水準。費南德茲不僅具有優秀的球威，也是一個具有控球的三振型投手，MLB生涯三振率(K/9)為11.2，保送率(BB/9)為2.7。

## 個人生活
費南德茲把他的外婆奧爾嘉視為“他一生中的摯愛”。2013年球季後，分離六年的奧爾嘉和費南德茲終於在邁阿密重聚，在2015年4月24日，費南德茲成為了美國公民。
2016年9月20日，費南德茲在Instagram上宣布女友阿里亞絲（Maria Arias）懷了第一個小孩。

### 意外驟逝
2016年9月25日早上3點30分，費南德茲在佛羅里達的邁阿密海灘發現死於船難，在船上也發現另外兩名死者。據信死因是因為駕駛視線不佳而全速衝撞礁岩，導致費南德茲受到船隻嚴重撞擊，成為繼2014年聖路易紅雀隊的外野手奧斯卡·塔維拉斯之後，在球季結束前意外過世的球員。由於他的天真、熱情以及對於棒球的熱愛，費南德茲在聯盟中人緣非常好；他過世後整個聯盟頓時陷入悲戚之中。台灣投手陳偉殷在內的馬林魚隊員和教練丹·馬丁利在告別記者會上泣不成聲，老爹大衛·歐提茲更因過於悲傷而取消在光芒隊主場的退休巡禮，並在默哀致敬中頻頻拭淚。
令人感傷且驚奇的是，美國時間9月26日對大都會的比賽，迪·古登在比賽首打席帶著費南德茲的頭盔上場，並在第三個球揮出了本季的第一支全壘打。當繞回休息區時，古登撫摸頭盔並痛哭失聲。
2016年10月，Fernandez的驗屍報告指出，在他體內驗出非法毒品古柯鹼和酒精，其血液中的酒精濃度多達.147，約為當地合法標準的近兩倍。2017年3月，船難的調查報告正式出爐，認定為Fernandez酒醉駕船並且超速，造成自己與同行友人身亡，如果他還生還，也會因過失致死罪遭移送法辦。

## 生涯数据
| 年度     | 所属球队 | 出场 | 先发 | 完投 | 完封 | 胜投 | 败投 | 救援 | 中继 | 胜率 | 打者 | 局数  | 被安打 | 被本垒打 | 保送 | 故意保送 | 触身球 | 三振 | 暴投 | 投手犯规 | 失分 | 自责分 | 防御率 | WHIP |
| -------- | -------- | ---- | ---- | ---- | ---- | ---- | ---- | ---- | ---- | ---- | ---- | ----- | ------ | -------- | ---- | -------- | ------ | ---- | ---- | -------- | ---- | ------ | ------ | ---- |
| 2013     | MIA      | 28   | 28   | 0    | 0    | 12   | 6    | 0    | 0    | .667 | 681  | 172.2 | 111    | 10       | 58   | 5        | 5      | 187  | 3    | 1        | 47   | 42     | 2.19   | 0.98 |
| 2014     | MIA      | 8    | 8    | 0    | 0    | 4    | 2    | 0    | 0    | .667 | 205  | 51.2  | 36     | 4        | 13   | 1        | 0      | 70   | 2    | 1        | 19   | 14     | 2.44   | 0.93 |
| 2015     | MIA      | 11   | 11   | 0    | 0    | 6    | 1    | 0    | 0    | .857 | 265  | 64.2  | 61     | 4        | 14   | 0        | 2      | 79   | 2    | 0        | 21   | 21     | 2.92   | 1.16 |
| 2016     | MIA      | 29   | 29   | 0    | 0    | 16   | 8    | 0    | 0    | .667 | 737  | 182.1 | 149    | 13       | 55   | 6        | 6      | 253  | 9    | 1        | 63   | 58     | 2.86   | 1.12 |
| MLB：4年 | MLB：4年 | 76   | 76   | 0    | 0    | 38   | 17   | 0    | 0    | .691 | 1888 | 471.1 | 357    | 31       | 140  | 12       | 13     | 589  | 16   | 3        | 150  | 135    | 2.58   | 1.05 |

## 外部連結
- 何塞·费尔南德斯在美國職棒（英语）
- 何塞·费尔南德斯在Baseball-Reference.com（大聯盟）（英语）
- 何塞·费尔南德斯在Baseball-Reference.com（小聯盟以及海外聯盟）（英语）
- 何塞·费尔南德斯在ESPN（MLB）（英语）
- 何塞·费尔南德斯在FanGraphs.com（英语）
- 何塞·费尔南德斯在The Baseball Cube（英语）